# Nikolaj Slitjenko
Nikolaj Aleksejevitj Slitjenko (russisk: Николай Алексеевич Сличенко; født 27. december 1934 i Belgorod, RSFSR, Sovjetunionen, død 2. juli 2021) var en sovjetisk og russisk sanger, teater- og filmskuespiller samt teaterdirektør.
Slitjenko blev uddannet på det Russiske Akademi for Teaterkunst i Moskva. I 1951 fik han ansættelse på Romen Teater, et teater i Moskva og institution for roma-kunst og kultur, hvor han gennem årene spillede mange roller. Han blev i 1977 direktør for teatret.

## Hæder
- Fædrelandets fortjenstordens fjerde grad (1994)
- Fædrelandets fortjenstordens tredje grad (2004)
- Fædrelandets fortjenstordens anden grad (2020)
- Æresordenen (2009)
- Folkets Kunstner i USSR (1981)